# منته

موقعیت مکانی منته در فنلاند

مَنْتَه یک شهر و شهرداری سابق فنلاند است که در ۱ ژانویه ۲۰۰۹ با شهرداری ویلپولا ادغام و منته-ویلپولا تشکیل شد.
مَنْتَه در استان فنلاند غربی قرار داشت و بخشی از منطقه پیرکانما بود. در سال ۲۰۰۸، این شهرداری ۶۳۴۱ نفر جمعیت داشت و مساحت آن ۸۵٫۸۴ کیلومتر مربع (۳۳٫۱۴ مایل مربع) بود که ۲۱٫۶۱ کیلومتر مربع (۸٫۳۴ مایل مربع) آن را آب تشکیل می داد. در مَنْتَه تراکم جمعیت ۱۰۰٫۰ نفر در هر کیلومتر مربع  با گویشوران زبان فنلاندی بود.